# Человек толпы
«Челове́к толпы́» — рассказ, написанный Эдгаром Алланом По о неназванном рассказчике, идущим следом за человеком через переполненный Лондон; издан в 1840 году.

## Сюжет
История начинается с эпиграфа Ce grand malheur, de ne pouvoir être seul — цитата, взятая из Жана де Лабрюйера. Это переводится как: Ужасное несчастье — не иметь возможности остаться наедине с самим собой. Та же самая цитата используется в раннем рассказе По «Метценгерштейн».
После некой болезни рассказчик сидит в кофейне в Лондоне. Очарованный толпой за окном, он рассматривает, как различные люди ведут себя. Он уделяет время, чтобы категоризировать различные типы людей, которых он видит. Рассказчик сосредотачивается «на дряхлом старике лет шестидесяти пяти или семидесяти», у которого лицо имеет специфическую особенность (смесь кровожадности и веселья), а тело «очень худое и на вид совсем дряхлое»; на нем грязная, рваная одежда, а под ней — к удивлению наблюдателя — тонкое дорогое белье. Под пальто старика видны алмазы и кинжал. Чрезвычайно заинтересованный личностью этого странного человека, рассказчик мчится из кофейни, чтобы следовать за ним издалека. Он замечает, что старик одушевляется, когда оказывается в центре многолюдной толпы, и, наоборот, отчаивается, когда поток людей рассеивается, оставляя его одного. Человек уходит от рассказчика через рынки и магазины, не покупая ничего, в самую ужасную часть города — обитель нищих. Это преследование длится в течение вечера и на следующий день. Наконец, опустошенный, рассказчик стоит перед человеком, который всё еще не замечает его. Рассказчик заключает, что старик — «человек толпы», «прообраз и воплощение тягчайших преступлений», который не может остаться наедине с самим собой.